# Choi Hi-yong
Choi Hi-yong  (* 13. September 1965 in Seoul, Südkorea) ist ein ehemaliger südkoreanischer Boxer im Halbfliegen- und Strohgewicht. 

## Profikarriere
Im Jahre 1987 begann er erfolgreich seine Profikarriere. Am 2. Februar 1991 boxte er im Strohgewicht gegen Kim Bong-jun um den Weltmeistertitel des Verbandes WBA und siegte nach Punkten. Diesen Gürtel verlor in seiner fünften Titelverteidigung im Oktober 1992 an Hideyuki Ōhashi.
Im Jahre 1995 erkämpfte er sich den WBA-Weltmeistertitel auch im Halbfliegengewicht, als er Leo Gámez einstimmig nach Punkten besiegte. Diesen Gürtel verlor er bereits in seiner zweiten Titelverteidigung gegen Carlos Murillo am 13. Januar des darauffolgenden Jahres durch einstimmige Punktrichterentscheidung.
Nach dieser Niederlage beendete Choi Hi-yong seine Karriere.